# Partia Marksistowsko-Leninowska (Komunistyczna Rekonstrukcja)
Partia Marksistowsko-Leninowska (Komunistyczna Rekonstrukcja) (język hiszpański: Partido Marxista-Leninista (Reconstrucción Comunista)) – funkcjonująca od 2014 hiszpańska, marksistowsko-leninowska i hodyżystowska partia polityczna.

## Historia
Partia została utworzona przez część byłych członków Komunistycznej Partii Hiszpanii i Unii Komunistycznej Młodzieży Hiszpanii, sprzeciwiających się "rewizjonistycznej" polityce obu organizacji.
Partia aktywnie współpracuje z organizacjami kurdyjskiego ruchu niepodległościowego o profilu marksistowskim. 10 czerwca 2015 w miejscowości Serê Kanîyê przedstawiciele Powszechnych Jednostek Obrony ogłosili powstanie Międzynarodowego Batalionu Wolności, w skład którego weszła m.in. Komunistyczna Rekonkwista. W tym samym miesiącu dwóch członków partii zostało aresztowanych ze względu na fakt, iż brali oni aktywny udział w walce z Państwem Islamskim w Syrii po stronie Kurdów.
Dnia 27 stycznia 2016, dziewięciu członków partii zostało aresztowanych przez hiszpańską policję, ze względu na współpracę z Partią Pracujących Kurdystanu. Ostatecznie zarzuty postawiono jedynie dwóm członkom organizacji, w tym sekretarzowi generalnemu ugrupowania - Roberto Vaquero.